# Маркус Педерсен
Маркус Педерсен (норв. Marcus Pedersen; нар. 8 червня 1990, Гамар) — норвезький футболіст, нападник клубу «Хамаркамератене».
Виступав, зокрема, за клуб «Вітесс», а також національну збірну Норвегії.

## Клубна кар'єра
Народився 8 червня 1990 року в місті Гамар. Вихованець футбольної школи клубу «Хамаркамератене». Дорослу футбольну кар'єру розпочав 2007 року в основній команді того ж клубу, в якій провів два сезони, взявши участь у 9 матчах чемпіонату.
Протягом 2009—2010 років захищав кольори клубу «Стремсгодсет».
Своєю грою за останню команду привернув увагу представників тренерського штабу клубу «Вітесс», до складу якого приєднався 2010 року. Відіграв за команду з Арнема наступні два сезони своєї ігрової кар'єри.
Згодом з 2012 по 2021 рік грав у складі команд «Волеренга», «Вітесс», «Оденсе», «Барнслі», «Бранн», «Стремсгодсет», «Хамаркамератене», «Анкараспор» та «Тузласпор».
До складу клубу «Хамаркамератене» приєднався 2022 року.

## Виступи за збірні
У 2005 році дебютував у складі юнацької збірної Норвегії (U-15), загалом на юнацькому рівні взяв участь у 24 іграх, відзначившись 11 забитими голами.
Протягом 2009–2014 років залучався до складу молодіжної збірної Норвегії. На молодіжному рівні зіграв у 22 офіційних матчах, забив 8 голів.
У 2013 році дебютував в офіційних матчах у складі національної збірної Норвегії.
| Дата       | Місто     | Господарі | Результат | Гості     | Турнір            | Голи | Примітки |
| ---------- | --------- | --------- | --------- | --------- | ----------------- | ---- | -------- |
| 9-1-2013   | Кейптаун  | ПАР       | 0 – 1     | Норвегія  | товариський матч  | -    |          |
| 12-1-2013  | Ндола     | Замбія    | 0 – 0     | Норвегія  | товариський матч  | -    |          |
| 14-8-2013  | Стокгольм | Швеція    | 4 – 2     | Норвегія  | товариський матч  | -    |          |
| 10-9-2013  | Осло      | Норвегія  | 0 – 2     | Швейцарія | Відбір до ЧС 2014 | -    |          |
| 15-11-2013 | Гернінг   | Данія     | 2 – 1     | Норвегія  | товариський матч  | 1    |          |
| 19-11-2013 | Молде     | Норвегія  | 0 – 1     | Шотландія | товариський матч  | -    |          |
| 27-8-2014  | Ставангер | Норвегія  | 0 – 0     | ОАЕ       | товариський матч  | -    |          |
| 12-11-2015 | Осло      | Норвегія  | 0 – 1     | Угорщина  | Відбір до ЧЄ 2016 | -    |          |
| 15-11-2015 | Будапешт  | Угорщина  | 2 – 1     | Норвегія  | Відбір до ЧЄ 2016 | -    |          |
| Усього     |           | Матчів    | 9         |           | Голів             | 1    |          |